# Lucas Kirsten

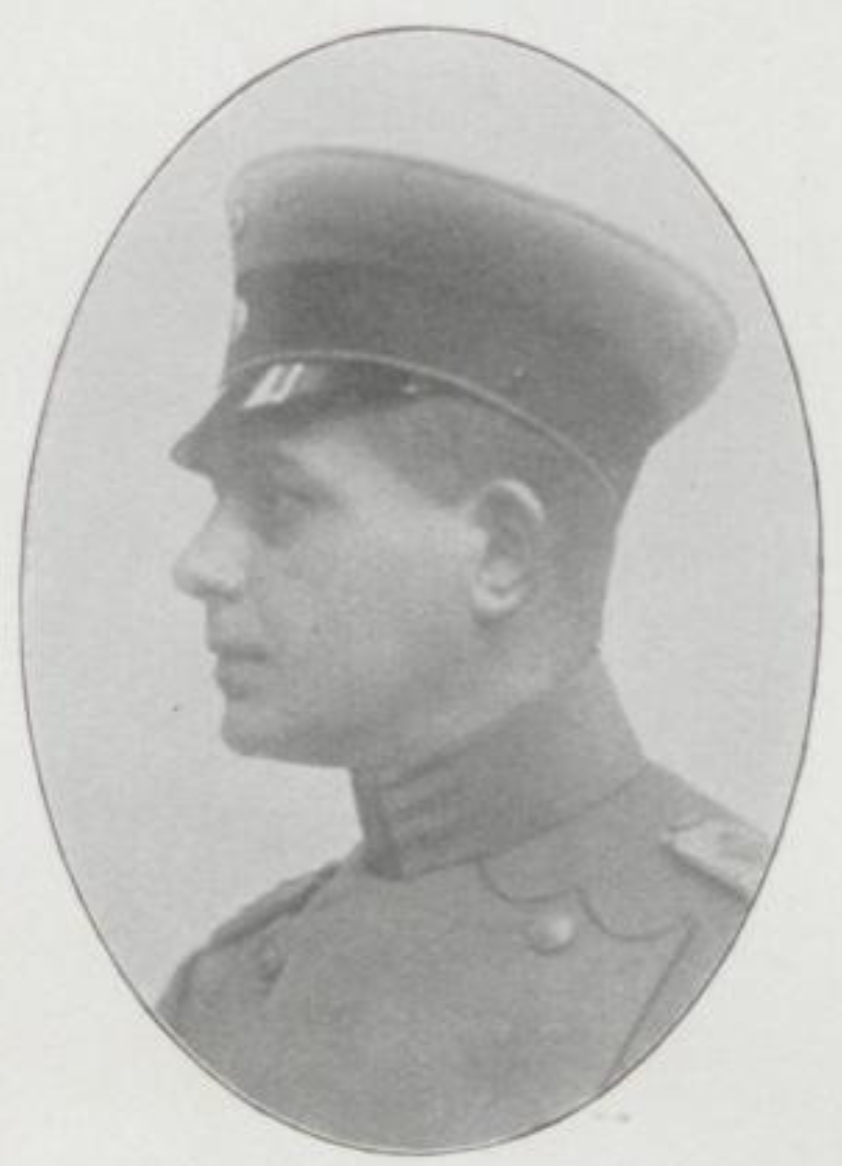
Lucas Kirsten

Lucas Kirsten (* 21. Mai 1874 in Crimmitschau; gest. 10. Dezember 1917 bei Warneton) war ein sächsischer und türkischer Offizier, Schriftsteller und Regimentskommandeur.

## Leben

### Herkunft
Kirsten war Sohn des Färbereibesitzer Kirsten und dessen Ehefrau Hedwig Kirsten.

### Militärkarriere
Kirsten war ein Schüler des bekannten Reitlehrers James Fillis. Er trat in die sächsische Armee ein, wurde am 21. Januar 1892 Fähnrich und wurde am 21. Juni 1892 zum Leutnant im Königlich Sächsisches 2. Husaren-Regiment Nr. 19 „Kronprinz Wilhelm des Deutschen Reiches und von Preußen“ befördert. Er diente im Regiment teils als Adjutant. Er wurde am 28. Juni 1898 zum Oberleutnant befördert. Nach Ausbruch des Boxeraufstandes im Kaiserreich China nahm Kirsten als Teil des Ostasiatischen Expeditionskorps an der Niederschlagung diesem teil. Er erhielt am 26. April 1901 den Auftrag von Generalfeldmarschalls Alfred Graf von Waldersee einen über 100 Kilometer weiten Erkundungsritt durch China zu unternehmen. Während diesem übernahm er mit 8 ihm untergebenen Reitern eine chinesische Stadt mit hunderten von Boxern. Er wurde dafür als einziger Offizier der Expedition mit dem Ritterkreuz des Militär-St.-Heinrichs-Ordens ausgezeichnet. Bei einem Gespräch zwischen von Waldersee und dem sächsischen Militärbevollmächtigten zu Berlin, Hans Krug von Nidda, urteilte dieser über Kirsten;
„Nebenbei kann ich noch erwähnen, daß es nicht blos den Grafen Waldersee, sondern auch die übrigen Anwesenden angenehm berührte, daß ein Vertreter der sächsischen Armee ihn an der Landungsbrücke begrüßte, während Bayern und Württemberg nicht vertreten waren. Der Feldmarschall erkundigte sich sehr eingehend nach dem Befinden Seiner Majestät unseres Allergnädigsten Herrn und war besonders erfreut, daß ich ihm hierüber nur Gutes melden konnte. Er sprach sich sodann sehr anerkennend über die Thätigkeit des Majors [Franz] v. Schönberg aus und bedauerte, daß es den Sachsen im Allgemeinen nicht vergönnt gewesen sei, kriegerischen Ruhm zu ernten. Besonderes Lob zollte er dem Oberltnt. Kirsten – früher beim Königin-Husaren Regiment – der auch nach den Erzählungen anderer Offiziere des Oberkommandos ganz hervorragendes geleistet hat."
Kirsten wurde am 10. Februar 1902 als Eskadronschef der 2. Eskadron dem Jäger-Detachement zu Pferde in Chemnitz zugeteilt. Er wechselte 1904 in die Schutztruppe für Deutsch-Südwestafrika über und beteiligte sich als Kompanieführer beim Völkermord an den Herero und Nama. Er wurde in dieser Eigenschaft mit dem Roten Adlerorden IV. Klasse ausgezeichnet. Nach Beförderung zum Rittmeister am 15. September 1905 diente er im Ulanen-Regiment „Kaiser Wilhelm II., König von Preußen“ (3. Königlich Sächsisches) Nr. 21. Er nahm 1907 an einem Pferderennen auf der Trabrennbahn Karlshorst teil und stürzte dabei vom Pferd. Kaiser Wilhelm II. äußerte sein Bedauern über den Unfall und erkundigte sich nach dem Befinden des Offiziers. Er stürzte am 26. April 1908 auf der Dresdner Galopprennbahn abermals. Er erhielt am 1. Oktober 1909 ein Bild des deutschen Kaisers mit eigenhändiger Unterschrift. Am 16. Mai 1911 gewann er die Dressurprüfung für Schulpferde eines Chemnitzer Preisrennens. Beim Kaisermanöver 1912 in Sachsen wurde er als Ordonnanzoffizier bei einem Kavallerie-Korps verwendet. Anfang 1914 schied er aus dem deutschen Heeresdienst aus um an der deutschen Militärmission in das osmanische Reich teilzunehmen. Er wurde in dieser Eigenschaft als türkischer Oberstleutnant Kommandeur des 1. türkischen Kavallerie-Regiments am Palast des Sultans in Konstantinopel und wurde damit beauftragt eine Militärreiterschule nach deutschem Muster im osmanischem Reich aufzubauen.

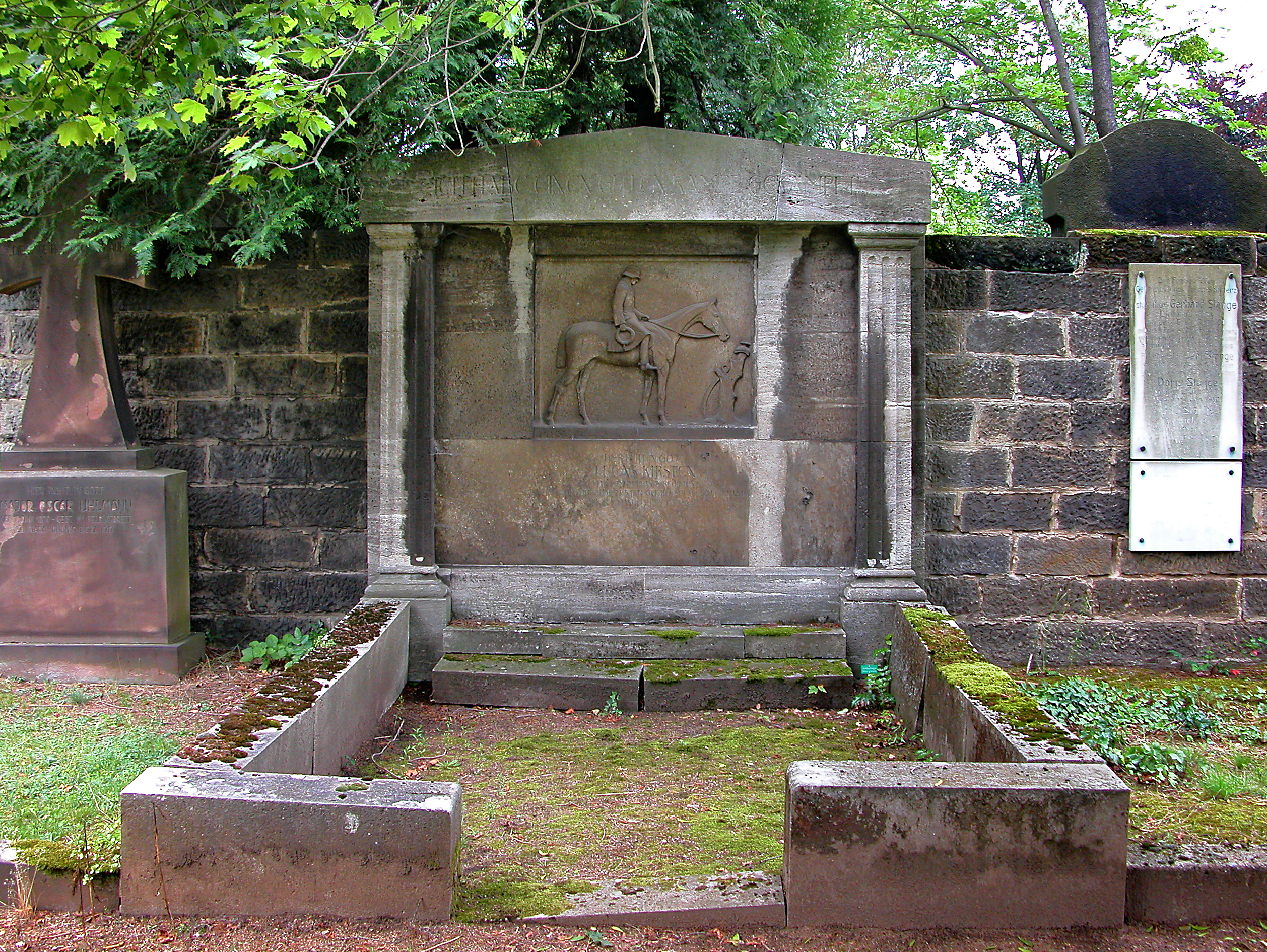
Grab von Lucas Kirsten

Nach Ausbruch des Ersten Weltkrieges nahm er mit dem türkischen Kavallerie-Regiment an der Kaukasusfront und der Schlacht von Gallipoli teil. Kirsten kehrte später nach Deutschland zurück, kommandierte alsbald das Infanterie-Regiment Nr. 103 und wurde im Oktober 1915 in dieser Eigenschaft mit den Schwertern zum Ritterkreuz I. Klasse des Albrechtsordens. Er nahm mit seinem Regiment als Bestandteil der Division Francke an der Schlacht an der Somme teil und konnte so einen französischen Großangriff abwehren, einen Gegenstoß einleiten sowie 3 Offiziere und 114 Mannschaften gefangen nehmen. Er wurde dafür mit dem Kommandeurkreuz II. Klasse des Militär-St.-Heinrichs-Ordens ausgezeichnet. Er wurde auch mit dem Eisernen Kreuz I. und II. Klasse ausgezeichnet. Er wurde zum Kommandeur des 12. Königlich-Sächsischen Infanterie-Regiment 177 ernannt und fiel dabei im Dezember 1917 an der Westfront. Er wurde am 21. Dezember 1917 im Garnisonsfriedhof in Dresden-Neustadt begraben. Er wurde neben Hellmuth von Mücke, Max Immelmann und Karl August Nerger zu einem der bekanntesten Offiziere des Krieges gezählt. Er war neben den oben genannten Aufzeichnungen auch Träger des Militärverdienstkreuz (Österreich) III. Klasse mit Kriegsdekoration, dem Ritterkreuz des Orden der Heiligen Mauritius und Lazarus, des Ritterkreuz II. Klasse des Orden der Aufgehenden Sonne und der großen türkischen Tapferkeitsmedaille.

### Familie
Er war mit Frieda Neubauer verheiratet und bekam im Dezember 1911 eine Tochter.

## Werke
- Pferde an Bord. Erfahrungen gesammelt auf dem Pferdetransport von China nach Deutschland. Leipzig, 1904